# Onderzoeksrechters (televisiereeks)
Onderzoeksrechters is de naam van een Vlaamse human interestreeks die het werk van een aantal onderzoeksrechters in beeld bracht. De reeks werd geproduceerd door productiehuis Borgerhoff & Lamberigts en werd in het voorjaar van 2020 op de Vlaamse televisiezender VTM uitgezonden. Het tweede seizoen werd in het voorjaar van 2023 te uitgezonden.

## Concept
In de reeks komt het beroep en de taken van een onderzoeksrechter aan bod, zoals gerechtelijke onderzoeken coördineren, verdachten verhoren en aanhouden of aanwezig zijn bij huiszoekingen, maar ook het bezoeken van aangehouden verdachten in de gevangenis. De volgende acht onderzoeksrechters kwamen in de reeks aan bod: Philippe Van Linthout (Mechelen), Goedele Franssens (Antwerpen), Danny Mathys (Leuven), Patrick Gaudius (Brussel), Bie Melis (Antwerpen), Karel Van Cauwenberghe (Antwerpen), Els De Breucker (Brussel) en Katrijn Helsen (Turnhout).

## Afleveringen

### Seizoen 1
| Aflevering | Uitzenddatum  | Gem. aantal kijkers |
| ---------- | ------------- | ------------------- |
| 1          | 3 maart 2020  | 521.405             |
| 2          | 10 maart 2020 | 523.438             |
| 3          | 17 maart 2020 | 492.249             |
| 4          | 24 maart 2020 | 445.660             |
| 5          | 31 maart 2020 | 500.581             |
| 6          | 7 april 2020  | 459.568             |
| 7          | 14 april 2020 | 583.388             |
| 8          | 21 april 2020 | 550.782             |

### Seizoen 2
| Aflevering | Uitzenddatum  | kijkcijfers (Live+VOSDAL) |
| ---------- | ------------- | ------------------------- |
| 1          | 1 maart 2023  | 350.656                   |
| 2          | 8 maart 2023  | 281.932                   |
| 3          | 15 maart 2023 | 400.398                   |
| 4          | 22 maart 2023 | 335.751                   |
| 5          | 29 maart 2023 | 364.853                   |
| 6          | 5 april 2023  | 339.904                   |
| 7          | 12 april 2023 | 350.533                   |
| 8          | 19 april 2023 | 268.716                   |